# Pulitzer-Preis 1998
Der Pulitzer-Preis 1998 war die 82. Verleihung des US-amerikanischen Literaturpreises. Die Jury bestand aus 19 Personen unter dem Vorsitz von Geneva Overholser. Das „Pulitzer Prize Board“ vergab Preise für Arbeiten, die während des Kalenderjahres 1997 entstanden waren.

## Bereich Journalismus(Journalism)
| Kategorie                                                  | Preisträger                                                                | Begründung |
| ---------------------------------------------------------- | -------------------------------------------------------------------------- | --- |
| Aktuelle Berichterstattung (Breaking News Reporting)       | Mitarbeiter der Los Angeles Times                                          | Preis verliehen für die umfassende Berichterstattung über einen verpatzten Banküberfall und die anschließende Schießerei der Polizei in North Hollywood, Los Angeles. |
| Dienst an der Öffentlichkeit (Public Service)              | Grand Forks Herald (North Dakota)                                          | Preis verliehen für seine nachhaltige und informative Berichterstattung, anschaulich mit Fotos illustriert, die dazu beitrug, die Gemeinde nach einer Überschwemmung, einem Schneesturm und einem Brand zusammenzuhalten, der weite Teile der Stadt, einschließlich der Zeitungsfabrik selbst, verwüstete. |
| Investigativer Journalismus (Investigative Reporting)      | Gary Cohn und Will Englund von The Baltimore Sun                           | Preis verliehen für ihre fesselnde Serie über die internationale Schiffsabwrackindustrie, die die Gefahren für Arbeiter und Umwelt aufzeigte, die bei der Demontage ausrangierter Schiffe entstehen. |
| Hintergrundberichterstattung (Explanatory Journalism)      | Paul Salopek von der Chicago Tribune                                       | Preis verliehen für sein aufschlussreiches Profil des Human Genome Diversity Project, das versucht, die genetische Verwandtschaft zwischen allen Menschen aufzuzeichnen. |
| Beat Reporting (Specialized Reporting)                     | Linda Greenhouse von The New York Times                                    | Preis verliehen für ihre durchweg aufschlussreiche Berichterstattung über den United States Supreme Court. |
| Kritik (Criticism)                                         | Michiko Kakutani von The New York Times                                    | Preis verliehen für ihr leidenschaftliches, intelligentes Schreiben über Bücher und zeitgenössische Literatur. |
| Karikatur (Editorial Cartooning)                           | Stephen P. Breen von Asbury Park Press (Neptune City)                      | |
| Leitartikel (Editorial Writing)                            | Bernard L. Stein von The Riverdale Press (Wochenjournal aus New York City) | Preis verliehen für seine elegant geschriebenen Leitartikel über Politik und andere Themen, die die Einwohner von New York betreffen. |
| Kommentar (Commentary)                                     | Mike McAlary von Daily News (New York)                                     | Preis verliehen für die Berichterstattung über die brutale Behandlung eines haitianischen Einwanderers durch Polizisten in einem Bahnhofsgebäude in Brooklyn. |
| Auslandsberichterstattung (International Reporting)        | Mitarbeiter von The New York Times                                         | Preis verliehen für seine aufschlussreiche Serie, die die zerstörerischen Auswirkungen der Korruption durch Drogen in Mexiko porträtiert. |
| Berichterstattung im Inland (National Reporting)           | Russell Carollo und Jeff Nesmith von den Dayton Daily News                 | Preis verliehen für ihre Berichterstattung, die gefährliche Mängel und Missmanagement im militärischen Gesundheitssystem aufdeckte und Reformen anregte. |
| Feature Writing (Feature Writing)                          | Thomas French von der St. Petersburg Times                                 | Preis verliehen für sein detailliertes und mitfühlendes narratives Porträt einer Mutter und zweier Töchter, die während eines Urlaubs in Florida getötet wurden, und für die dreijährige Untersuchung ihrer Morde und der schließlichen Gefangennahme von Oba Chandler.                                    |
| Aktuelle Fotoberichterstattung (Breaking News Photography) | Martha Rial von der Pittsburgh Post-Gazette                                | Preis verliehen für ihre lebensbejahenden Porträts von Überlebenden des Völkermords in Ruanda und Burundi. |
| Feature-Fotoberichterstattung (Feature Photography)        | Clarence Williams von der Los Angeles Times                                | Preis verliehen für seine eindrucksvollen Bilder, die die Not kleiner Kinder alkohol- und drogenabhängiger Eltern dokumentieren. |

## Bereich Literatur, Theater und Musik(Books, Drama & Music)
| Kategorie                                                   | Preisträger |
| ----------------------------------------------------------- | --- |
| Geschichte (History)                                        | Summer for the Gods: The Scopes Trial and America's Continuing Debate Over Science and Religion von Edward Larson (Basic Books)                                                                    |
| Belletristik (Fiction)                                      | American Pastoral (deutscher Titel: Amerikanisches Idyll) von Philip Roth (Houghton Mifflin) |
| Sachbuch (General Nonfiction)                               | Guns, Germs and Steel: The Fates of Human Societies (deutscher Titel: Arm und Reich – Die Schicksale menschlicher Gesellschaften) von Jared Diamond (W.W. Norton)                                  |
| Musik (Music)                                               | String Quartet No. 2 (musica instrumentalis) von Aaron Jay Kernis (Associated Music Publishers). Uraufführung am 19. Januar 1990 durch das Lark Quartet in der Merkin Concert Hall, New York City. |
| Dichtung (Poetry)                                           | Black Zodiac von Charles Wright (Farrar) |
| Theater (Drama)                                             | How I Learned to Drive von Paula Vogel (TCG) |
| Biographie oder Autobiographie (Biography or Autobiography) | Personal History von Katharine Graham (Alfred A. Knopf) |

## Sonderpreise (Special Citations)
| Kategorie | Preisträger     | Begründung |
| --------- | --------------- | --- |
| Musik     | George Gershwin | Sonderpreis posthum verliehen anlässlich seines 100. Geburtstags für seine herausragenden und dauerhaften Beiträge zur amerikanischen Musik. |